# Galen (khoáng vật)

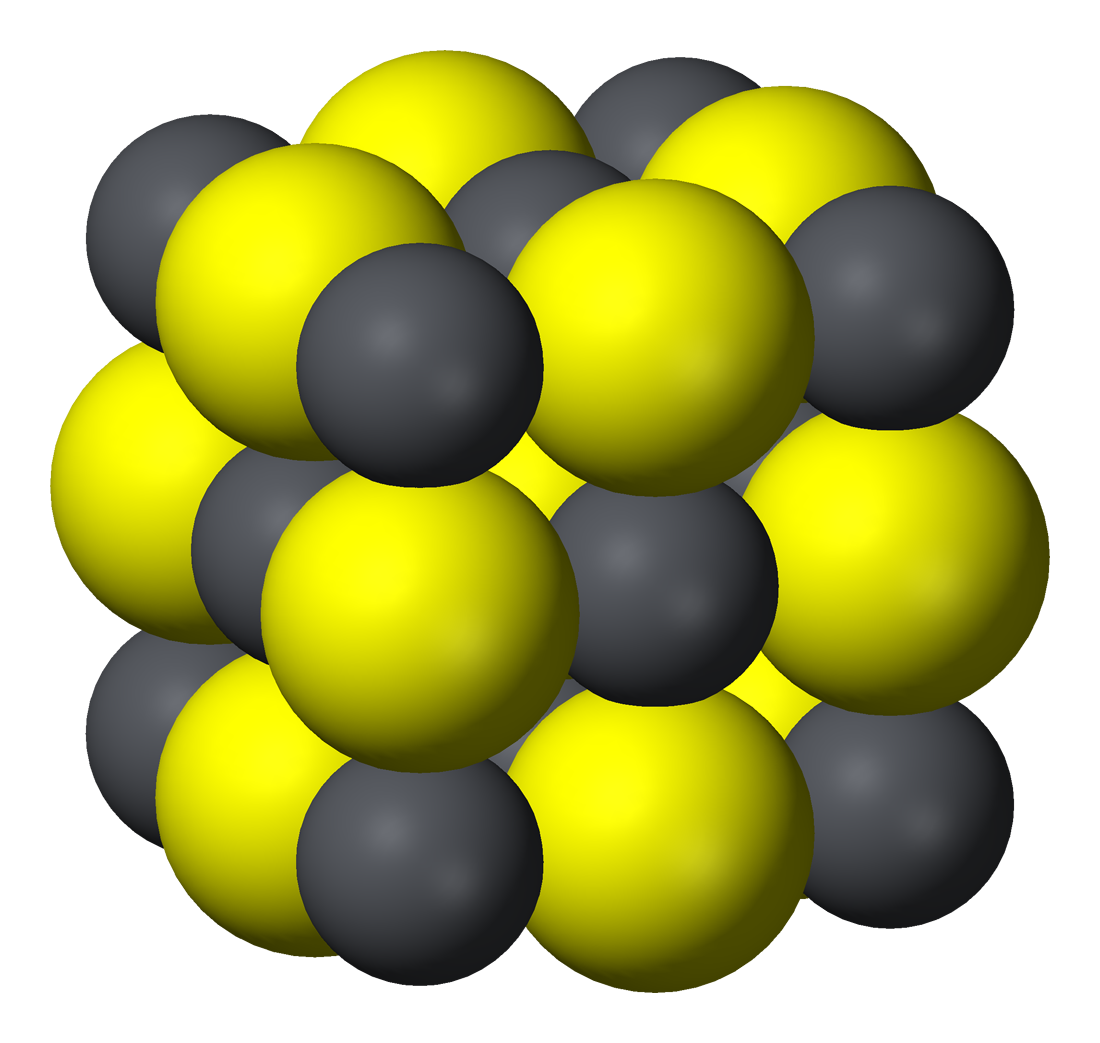
Ô cơ sở của galen

Galen (bắt nguồn từ từ tiếng Pháp galène /galɛn/), còn được viết là ga-len, là một dạng khoáng vật tự nhiên của chì sulfide. Nó là một khoáng vật quặng chì rất quan trọng.
Galen là một trong những khoáng vật sulfide phổ biến và phân bố rộng khắp nhất trên Trái Đất. Nó kết tinh theo hệ tinh thể lập phương và thường gặp ở dạng hình bát diện. Nó thường đi cùng với các khoáng vật khác như: sphalerit, canxít và fluorit.

## Quặng chì
Quặng galen thường chứa một lượng bạc đáng kể ở dạng pha khoáng vật bạc sulfide hoặc ở dạng dung dịch rắn hạn chế trong cấu trúc galen. Các loại galen chứa bạc này đã từ lâu làm nguồn quặng bạc quan trọng. Bên cạnh đó, kẽm, cadmi, antimon, asen và bismuth cũng có mặt trong các quặng chì. Selen thay thế lưu huỳnh trong cấu trúc cấu thành nên các loạt dung dịch rắn. Khoáng vật altait telurua có cùng cấu trúc với galen. Trong đới phong hóa hoặc oxy hóa galen biến đổi thành anglesit (chì sulfide) hay cerussit (chì cacbonat). Galen tiếp xúc với nước axít mỏ có thể bị oxy hóa thành anglesit bởi các vi khuẩn có trong tự nhiên và vi khuẩn cổ bởi quá trình tương tự như phương pháp tách kim loại bằng vi khuẩn 
Các mỏ galen được phát hiện ở Wales, Đức, Pháp, România, Úc, Bỉ, Ý, Tây Ban Nha, Scotland, Ireland, Anh, và México. Các mỏ nổi tiếng như ở Freiberg, Saxony; Cornwall, Mendips, Somerset, Derbyshire và Cumberland, Anh; mỏ Sullivan ở British Columbia; và Broken Hill, Úc. Galena cũng có mặt ở núi Hermon phía bắc Israel. Ở Hoa Kỳ, galen nổi tiếng nhất là đới chì của mỏ thung lũng Mississippi, đông nam Missouri, và ở vùng Driftless của Illinois, Iowa và Wisconsin. Sự quan trọng về kinh tế của galen trong lịch sử trước đây ở vùng Driftless đã hình thành nên một trong các thị trấn trong vùng với tên gọi Galena, Illinois.
Galen cũng là khoáng vật chính trong các mỏ chì-kẽm xung quanh Joplin phía tây nam Missouri và các khu vực lân cận Kansas và Oklahoma. Galen cũng là quặng quan trọng trong các vùng khai thác bạc của Colorado, Idaho, Utah và Montana. Galen là khoáng vật biểu trưng của các bang Missouri và Wisconsin.
Tinh thể galen lớn nhất được ghi nhận có kích thước 25x25x25 cm³.

## Sử dụng
Galena được người Ai Cập cổ đại dùng làm kohl, loại phấn trang điểm xung quanh mắt để làm giảm độ chói của mặt trời ở sa mạc và xua đuổi các loài ruồi có khả năng mang mầm bệnh.
Galen là một chất bán dẫn với khoảng trống năng lượng nhỏ khoảng 0,4 eV được dùng trong hệ thống truyền thông không dây. Ví dụ, các tinh thể galen được dùng làm điốt tiếp xúc điểm để nhận tín hiệu radio trong máy thu vô tuyến tinh thể.